# Vi to datid nu
"Vi to datid nu" er en single af den danske sangerinde Cisilia, udgivet den 1. december 2014 på Universal Records.

## Komposition
Sangen er skrevet Engelina Andrina Larsen og Mads Ebdrup, med musik af Engelina Andrina Larsen, Thomas Stengaard og Jules Wolfson. De to sidstnævnte har også produceret sangen.

## Hitlister
| Hitliste (2013–2014)   | Højeste placering |
| ---------------------- | ----------------- |
| Danmark (Track Top-40) | 4                 |

| Land | Certificering | Salg    |
| --- | ------------- | ------- |
| Danmark (IFPI Danmark) | 2× Platin     | 60.000^ |
| *Salgstal baseret på certificering alene. ^Forsendelsestal baseret på certificering alene. xUspecificerede tal baseret på certificering alene. |               |         |

## Udgivelseshistorik
| Land    | Dato             | Format    | Pladeselskab      |
| ------- | ---------------- | --------- | ----------------- |
| Danmark | 1. december 2014 | Streaming | Universal Records |